# Ángela Mármol
Ángela Mármol (Girona, 19 de junio de 2002) es una escritora e influencer española, conocida por su actividad en redes sociales y por sus libros en los que aborda experiencias de acoso escolar y ciberacoso.

## Biografía
Nacida en Girona en 2002, Ángela Mármol comenzó a ganar popularidad en redes sociales como TikTok e Instagram a mediados de la década de 2010. Desde la adolescencia, compartió contenido sobre su vida cotidiana y su experiencia personal con el acoso escolar, lo que le permitió conectar con un público joven.
En 2019, con 17 años, publicó su primer libro autobiográfico, Sonríe aunque te cueste, en el que relató episodios de acoso que sufrió en la escuela y las consecuencias físicas y emocionales derivadas, entre ellas la bulimia.

## Carrera
Mármol se consolidó como una de las jóvenes creadoras de contenido más influyentes en redes sociales en España. Su producción digital ha girado en torno a la visibilización del acoso escolar y la importancia de la empatía entre jóvenes.
En entrevistas posteriores, ha compartido que a los 15 años también vivió situaciones de acoso fuera del ámbito escolar, llegando a denunciar casos de hostigamiento gracias al apoyo de docentes y familiares.

## Obras publicadas
- Sonríe aunque te cueste (#StopBullying, Libros Cúpula, 2019).[4]
- Del cielo al infierno en un post (Libros Cúpula, fecha no confirmada).[5]

## Temáticas
Su obra escrita y digital aborda temas como:
- Experiencias de acoso escolar.
- Impacto del ciberacoso en adolescentes.
- Salud mental en la juventud.

## Vida personal
En 2024 inició una relación con el influencer Archie Ted.

## Impacto
El testimonio de Ángela Mármol ha sido recogido por medios de comunicación y plataformas educativas, lo que ha reforzado su papel como referente juvenil en la lucha contra el acoso.